# Verdú
Verdú è un comune spagnolo di 1 004 abitanti situato nella comunità autonoma della Catalogna.

## Cultura

### Musei
Il Museo del giocattolo e degli automi di Verdú, inaugurato nel 2004, presenta una collezione di più di un migliaio di giocattoli.